# Julian Joachim
Julian Kevin Joachim (Peterborough, 20 september 1974) is een voormalig voetballer uit Engeland. Hij speelde als aanvaller en beëindigde zijn actieve loopbaan op het hoogste niveau in 2008 bij Darlington. Hij kwam daarnaast uit voor onder meer Aston Villa, Coventry City, Leeds United en Leicester City.